# États membres et observateurs du Conseil de l'Europe

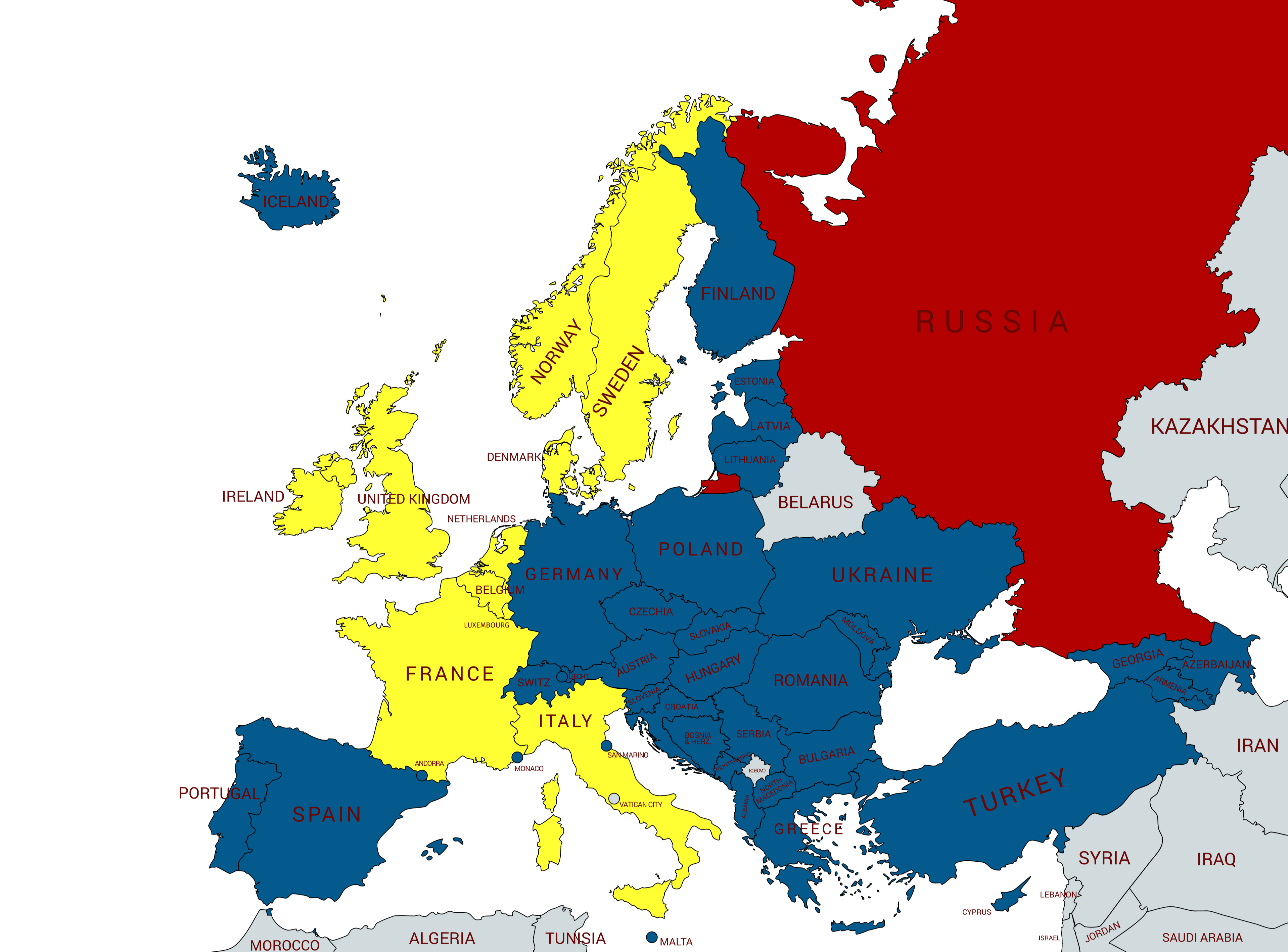
États membres du Conseil de l'Europe au 16 Mars 2022.
États fondateurs
Membres ultérieurs
Anciens membres

Les États membres et observateurs du Conseil de l'Europe sont l'ensemble des États participants aux travaux de cette organisation régionale.

## Statuts au sein de l'organisation
Il existe trois statuts dont deux sont présents dans le statut du Conseil de l'Europe : celui d’État membre et celui d’État membre associé. Le troisième statut, non prévu dans le traité d'origine, est celui d’État observateur.

### Membre

#### Dispositions statutaires
L'article 4 du statut du Conseil de l'Europe dispose que la qualité de membre du Conseil de l'Europe repose sur plusieurs conditions :
1. l’État candidat doit être un État européen,
2. il faut que l’État soit « capable de se conformer aux dispositions de l'article 3 du Statut […] et comme en ayant la volonté ». Cet article dispose que les États membres doivent reconnaître « le principe de la prééminence du droit et le principe en vertu duquel toute personne placée sous leur juridiction doit jouir des droits de l'homme et des libertés fondamentales ». La dernière phrase de l'article 3 fait également référence au principe d'une collaboration sincère et active des États membres[2].
3. il faut que l’État ait reçu une invitation d'adhésion du Comité des ministres.

Une fois ces trois conditions remplies, la remise des instruments de ratification au secrétaire général du Conseil de l'Europe officialise l'adhésion.

#### Conditions d'adhésion

##### Conditions d'origines
Pour qu'un État puisse adhérer au Conseil de l'Europe, ses institutions doivent être démocratiques et il doit respecter les droits de l'homme. Cela se traduit concrètement par une prééminence du droit, des élections libres, une ratification par l’État de la Convention européenne des droits de l'homme et l'abolition de la peine de mort.
C'est ainsi que durant plusieurs années des États ancrés dans l'Europe n'ont pu être membre. Cela a été le cas du Portugal sous le régime institué par António de Oliveira Salazar et de l'Espagne sous Francisco Franco. La Grèce a également dû se retirer en 1969, au risque de se voir expulser de l'organisation à cause de la mise en place de la Dictature des colonels à la suite du Coup d'État de 1967. La Grèce n'a réintégré le Conseil de l'Europe qu'en 1974 avec la restauration d'un régime démocratique.
Certains pays, comme la Turquie, l'Albanie ou l’Azerbaïdjan, ont signé à la fois la Convention européenne et la Déclaration des droits de l’homme en islam.

##### Conditions d'adhésion depuis 1989
Afin que les États d'Europe centrale et de l'est puissent se familiariser avec les modalités de fonctionnement du Conseil de l'Europe, un statut d'invité spécial fut créé en mai 1989 par la résolution 917(1989) de l'Assemblée parlementaire,.
Les États doivent souscrire à divers programmes aux objectifs divers. Parmi ces programmes se trouvent :
- Démosthène, une aide destinée à promouvoir une démocratie pluraliste, l'état de droit et les droits de l'homme. Le programme inclut notamment l'envoi d'experts visant à apporter des conseils en termes de législations et de normes administratives. Des stages sont également organisés pour les fonctionnaires[4],[5]. Démosthène-bis, un programme dérivé créé en 1992, est quant à lui dédié à la Biélorussie, la Moldavie, la Russie, l'Ukraine et les États du Caucase[4].
- Thémis, un programme créé par l’Assemblée parlementaire à destination des professionnels du droit[4].
- un Programme de coopération interparlementaire pour les élus est également créé par l’Assemblée parlementaire[4].

#### États membres

États membres, candidats et observateurs
10 États fondateurs
Autres États membres
États candidats officiels
Anciens membres
États observateurs à l'Assemblée parlementaire
États observateurs au Comité des ministres
États observateurs à l'Assemblée parlementaire et au Comité des ministres

| Pays               | Adhésion Conseil de l'Europe | Comité des ministres (Ministre des affaires étrangères) | Délégués Assemblée parlementaire | Délégués Congrès des pouvoirs locaux et régionaux | Ratification Convention EDH | Juge à la Cour EDH              | Nombre d'arrêts de la Cour EDH (1959-2015) | Nombre de condamnations | Nombre d'arrêts de non-violation |
| ------------------ | ---------------------------- | ------------------------------------------------------- | -------------------------------- | ------------------------------------------------- | --------------------------- | ------------------------------- | ------------------------------------------ | ----------------------- | -------------------------------- |
| Albanie            | 13 juillet 1995              | Olta Xhaçka                                             | 4                                | 4                                                 | 1996                        | Ledi Bianku (en)                | 60                                         | 47                      | 4                                |
| Allemagne          | 13 juillet 1950              | Annalena Baerbock                                       | 18                               | 18                                                | 1952                        | Angelika Nußberger              | 287                                        | 182                     | 81                               |
| Andorre            | 10 novembre 1994             | Maria Ubach Font                                        | 2                                | 2                                                 | 1996                        | Pere Pastor Vilanova            | 6                                          | 3                       | 1                                |
| Arménie            | 25 janvier 2001              | Ararat Mirzoian                                         | 4                                | 4                                                 | 2002                        | Armen Harutyunyan (en)          | 60                                         | 55                      | 3                                |
| Autriche           | 16 avril 1956                | Alexander Schallenberg                                  | 6                                | 6                                                 | 1956                        | Gabriele Kucsko-Stadlmayer (de) | 352                                        | 250                     | 63                               |
| Azerbaïdjan        | 25 janvier 2001              | Djeyhoun Baïramov                                       | 6                                | 6                                                 | 2002                        | Lətif Hüseynov                  | 106                                        | 102                     | 0                                |
| Belgique           | 5 mai 1949                   | Sophie Wilmès                                           | 7                                | 7                                                 | 1955                        | Paul Lemmens (nl)               | 218                                        | 159                     | 26                               |
| Bosnie-Herzégovine | 24 avril 2002                | Bisera Turković                                         | 5                                | 5                                                 | 2002                        | Faris Vehabović                 | 43                                         | 37                      | 6                                |
| Bulgarie           | 7 mai 1992                   | Svetlan Stoev                                           | 6                                | 6                                                 | 1992                        | Yonko Grozev                    | 577                                        | 524                     | 33                               |
| Chypre             | 24 mai 1961                  | Ioánnis Kasoulídis                                      | 3                                | 3                                                 | 1962                        | Georgios Sergides (nl)          | 67                                         | 57                      | 5                                |
| Croatie            | 6 novembre 1996              | Gordan Grlić Radman                                     | 5                                | 5                                                 | 1997                        | Ksenija Turković                | 315                                        | 257                     | 29                               |
| Danemark           | 5 mai 1949                   | Jeppe Kofod                                             | 5                                | 5                                                 | 1953                        | Jon Fridrik Kjølbro (fo)        | 43                                         | 14                      | 17                               |
| Espagne            | 24 novembre 1977             | José Manuel Albares                                     | 12                               | 12                                                | 1979                        | Luis López Guerra (en)          | 135                                        | 86                      | 43                               |
| Estonie            | 14 mai 1993                  | Eva-Maria Liimets                                       | 3                                | 3                                                 | 1996                        | Julia Laffranque (en)           | 47                                         | 37                      | 9                                |
| Finlande           | 5 mai 1989                   | Elina Valtonen                                          | 5                                | 5                                                 | 1990                        | Pauliine Koskelo                | 185                                        | 138                     | 34                               |
| France             | 5 mai 1949                   | Stéphane Séjourné                                       | 18                               | 18                                                | 1974                        | Mattias Guyomar                 | 962                                        | 708                     | 154                              |
| Géorgie            | 27 avril 1999                | David Zalkaliani                                        | 5                                | 5                                                 | 1999                        | Nona Tsotsoria (en)             | 64                                         | 48                      | 12                               |
| Grèce              | 9 août 1949                  | Níkos Déndias                                           | 7                                | 7                                                 | 1974                        | Linos-Alexandre Sicilianos      | 881                                        | 787                     | 29                               |
| Hongrie            | 6 novembre 1990              | Péter Szijjártó                                         | 7                                | 7                                                 | 1992                        | Péter Paczolay (hu)             | 407                                        | 388                     | 10                               |
| Irlande            | 5 mai 1949                   | Simon Coveney                                           | 4                                | 4                                                 | 1953                        | Síofra O'Leary                  | 32                                         | 21                      | 6                                |
| Islande            | 7 mars 1950                  | Þórdís Kolbrún R. Gylfadóttir                           | 3                                | 3                                                 | 1953                        | Robert Spano (en)               | 16                                         | 13                      | 0                                |
| Italie             | 5 mai 1949                   | Luigi Di Maio                                           | 18                               | 18                                                | 1955                        | Guido Raimondi                  | 2336                                       | 1781                    | 63                               |
| Lettonie           | 10 février 1995              | Edgars Rinkēvičs                                        | 3                                | 3                                                 | 1997                        | Mārtiņš Mits (nl)               | 107                                        | 89                      | 13                               |
| Liechtenstein      | 23 novembre 1978             | Dominique Hasler                                        | 2                                | 2                                                 | 1982                        | Carlo Ranzoni                   | 8                                          | 7                       | 1                                |
| Lituanie           | 14 mai 1993                  | Gabrielius Landsbergis                                  | 4                                | 4                                                 | 1995                        | Egidijus Kūris (en)             | 118                                        | 90                      | 18                               |
| Luxembourg         | 5 mai 1949                   | Jean Asselborn                                          | 3                                | 3                                                 | 1953                        | Georges Ravarani (lb)           | 44                                         | 33                      | 8                                |
| Macédoine du Nord  | 9 novembre 1995              | Bujar Osmani                                            | 3                                | 3                                                 | 1997                        | Jovan Ilievski                  | 121                                        | 110                     | 6                                |
| Malte              | 29 avril 1965                | Evarist Bartolo                                         | 3                                | 3                                                 | 1967                        | Vincent De Gaetano              | 66                                         | 46                      | 10                               |
| Moldavie           | 13 juillet 1995              | Nicu Popescu                                            | 5                                | 5                                                 | 1997                        | Valeriu Griţco                  | 316                                        | 288                     | 4                                |
| Monaco             | 5 octobre 2004               | Isabelle Berro-Amadeï                                   | 2                                | 2                                                 | 2005                        | Stéphanie Mourou-Vikström       | 2                                          | 2                       | 0                                |
| Monténégro         | 11 mai 2007                  | Đorđe Radulović                                         | 3                                | 3                                                 | 2004                        | Nebojša Vučinić (en)            | 22                                         | 20                      | 1                                |
| Norvège            | 5 mai 1949                   | Anniken Huitfeldt                                       | 5                                | 5                                                 | 1952                        | Erik Møse (en)                  | 40                                         | 28                      | 12                               |
| Pays-Bas           | 5 mai 1949                   | Wopke Hoekstra                                          | 7                                | 7                                                 | 1954                        | Jolien Schukking (nl)           | 146                                        | 85                      | 33                               |
| Pologne            | 26 novembre 1991             | Zbigniew Rau                                            | 12                               | 12                                                | 1993                        | Krzysztof Wojtyczek             | 1099                                       | 925                     | 116                              |
| Portugal           | 22 septembre 1976            | Augusto Santos Silva                                    | 7                                | 7                                                 | 1978                        | Paulo de Albuquerque            | 309                                        | 232                     | 13                               |
| Roumanie           | 7 octobre 1993               | Bogdan Aurescu                                          | 10                               | 10                                                | 1994                        | Iulia Motoc                     | 1197                                       | 1076                    | 39                               |
| Royaume-Uni        | 5 mai 1949                   | Liz Truss                                               | 18                               | 18                                                | 1951                        | Tim Eicke                       | 526                                        | 305                     | 132                              |
| Saint-Marin        | 16 novembre 1988             | Luca Beccari                                            | 2                                | 2                                                 | 1989                        | Kristina Pardalos (en)          | 14                                         | 10                      | 1                                |
| Serbie             | 3 avril 2003                 | Nikola Selaković                                        | 7                                | 7                                                 | 2004                        | Branko Lubarda                  | 132                                        | 117                     | 9                                |
| Slovaquie          | 30 juin 1993                 | Ivan Korčok                                             | 5                                | 5                                                 | 1993                        | Alena Poláčková                 | 336                                        | 300                     | 10                               |
| Slovénie           | 14 mai 1993                  | Anže Logar                                              | 3                                | 3                                                 | 1994                        | Marko Bošnjak                   | 337                                        | 317                     | 16                               |
| Suède              | 5 mai 1949                   | Maria Malmer Stenergard                                 | 6                                | 6                                                 | 1952                        | Helena Jäderblom (en)           | 144                                        | 56                      | 56                               |
| Suisse             | 6 mai 1963                   | Ignazio Cassis                                          | 6                                | 6                                                 | 1974                        | Helen Keller (de)               | 162                                        | 97                      | 57                               |
| Tchéquie           | 30 juin 1993                 | Jan Lipavský                                            | 7                                | 7                                                 | 1992                        | Aleš Pejchal (cs)               | 218                                        | 183                     | 16                               |
| Turquie            | 13 avril 1950                | Hakan Fidan                                             | 18                               | 18                                                | 1954                        | Işıl Karakaş (en)               | 3182                                       | 2812                    | 67                               |
| Ukraine            | 9 novembre 1995              | Dmytro Kouleba                                          | 12                               | 12                                                | 1997                        | Ganna Yudkivska                 | 1053                                       | 1036                    | 11                               |

### Anciens membres
La Russie a adhéré au Conseil de l'Europe le 25 janvier 1996 et en a été exclue le 16 mars 2022 à la suite de l'invasion de l'Ukraine. Elle cesse d'être partie à la Convention européenne des Droits de l'Homme le 16 septembre 2022.

### Membre associé

#### Dispositions statutaires
La qualité de membre associé est une « circonstance particulière » prévue par les traités. Les conditions pour devenir membre associé du Conseil de l'Europe sont similaires à celles menant à une adhésion pleine et entière, à l'exception du fait que le Comité des ministres envoie une invitation à devenir membre associé. Ce statut n'impose pas de ratification par l’État invité puisque seule la remise d'un instrument d'acceptation au Secrétaire général suffit.

#### États ayant bénéficié de ce statut
Il n'y a actuellement plus d'État membre associé. Seulement deux États ont eu ce statut :
- l'Allemagne de l'Ouest du 13 juillet 1950 au 1er mai 1951[12].
- le protectorat de la Sarre du 3 août 1950 au 31 décembre 1956, au moment où l’État fut intégré à l'Allemagne de l'Ouest le 1er janvier 1957.

### Observateur au Conseil de l’Europe

#### Création du statut et conditions de l'octroi
Le statut d'observateur a été créée par la résolution statutaire (93)26 relative au statut d'observateur adoptée le 14 mai 1993 par le Comité des ministres. La résolution établit une série de conditions non exhaustives. Ainsi, l’état désirant obtenir ce statut doit « accorder le statut d'observateur par le Comité des ministres [doit]… » :
- «… accepter les principes » 
  - de démocratie,
  - de prééminence du droit,
  - de la possibilité de jouir des droits de l'homme pour les personnes sous sa juridiction (donc, tant ses nationaux que les étrangers se trouvant sur son territoire) ;
- et avoir la volonté de coopérer de bonne foi avec le Conseil de l’Europe.

Selon la note explicative adoptée par le Comité des ministres lors des réunions des 1er, 2 et 7 juillet 1999, des conditions additionnelles peuvent être ajoutée. Ainsi, les conditions présentées dans la note sont les suivantes :
- « partager les valeurs du Conseil de l’Europe ». La note fait notamment référence à la déclaration finale du Sommet du Conseil de l'Europe de Strasbourg en 1997, dans laquelle ces valeurs étaient rappelées.
- « posséder un ancrage européen ». Cet ancrage peut prendre la forme d'un lien « politique, historique, culturel ou économique » sans que cette liste soit limitative.
- souhaiter contribuer positivement aux travaux du Conseil de l’Europe,
- avoir la capacité d'apporter une contribution positive aux travaux de l'organisation.
- avoir « la volonté et les moyens d'entretenir des contacts suivis » avec le siège de l'organisation. La condition précise notamment que cela implique l'installation d'une représentation permanente à Strasbourg. Cette condition spécifique a notamment été prise en compte pour l'octroi de ce statut au Saint-Siège. À cette fin, c'est le Secrétariat général du Conseil de l’Europe qui produit une évaluation de la capacité de l’État candidat à respecter cette condition.

#### États observateurs du Conseil de l’Europe
| Pays        | Date d'octroi     | Délégués Assemblée parlementaire | Participation à des conventions européennes | Participation à des accords partiels | Article détaillé |
| ----------- | ----------------- | -------------------------------- | ------------------------------------------- | ------------------------------------ | ---------------- |
| Canada      | 3 avril 1996      | 6                                | 8                                           | 2                                    | relations        |
| États-Unis  | 7 décembre 1995   | 0                                | 6                                           | 3                                    | relations        |
| Japon       | 20 novembre 1996  | 0                                | 4                                           | 2                                    | relations        |
| Mexique     | 1er décembre 1999 | 6                                | 6                                           | 1                                    | relations        |
| Saint-Siège | 7 mars 1970       | 0                                | 8                                           | 3                                    | relations        |

## Statuts propres à l'Assemblée parlementaire
En plus des statuts généraux définis dans le cadre du Conseil de l'Europe, l'Assemblée parlementaire a institué trois statuts spécifiques :
- celui d'observateur à l'Assemblée parlementaire,
- celui d'invité spécial à l'Assemblée parlementaire,
- celui de partenaire pour la démocratie[21].

### Observateurs à l'Assemblée parlementaire

#### Droits des observateurs à l'Assemblée parlementaire
Le statut permet aux délégations de siéger à l'Assemblée parlementaire. Ils n'ont toutefois aucun droit de vote. Le président de l'Assemblée parlementaire peut toutefois les autoriser à prendre la parole durant les réunions. Ils ont aussi la possibilité de participer à des commissions et sous-commissions parlementaires conformément aux conditions de l'article 48(5) du règlement intérieur, lequel dispose les règles suivantes :
- un membre d'une délégation d'observateur peut participer aux réunions auprès desquelles il est désigné,
- sur invitation des présidents desdites commissions, il peut prendre la parole,
- il n'a pas le droit de vote,
- une commission peut décider qu'une réunion ou une partie de celle-ci sera fermé aux observateurs.

#### États bénéficiant de ce statut
| Pays    | Date d'octroi | Délégués Assemblée parlementaire | Base(s) juridique(s)                                | Article détaillé |
| ------- | ------------- | -------------------------------- | --------------------------------------------------- | ---------------- |
| Canada  | 1997          | 6                                | Résolution (93)26 Article 61 du règlement intérieur | relations        |
| Israël  | 1961          | 3                                | Article 61 du règlement intérieur                   | relations        |
| Mexique | 1999          | 6                                | Résolution (93)26 Article 61 du règlement intérieur | relations        |

La qualité d'observateur du Canada et du Mexique découle de l'application de la résolution (93)26 du Comité des ministres instituant le statut d'observateur au Conseil de l'Europe. En effet, cette résolution permet d'observer les activités du Comité des ministres et – si l’État le décide – d'envoyer une délégation à l'Assemblée parlementaire (cf. les droits accordés aux observateurs du Conseil de l'Europe).
À l'inverse, Israël ne possède pas le statut d'observateur du Conseil de l'Europe. En revanche, la Knesset a obtenu un statut d'observateur ad hoc en 1957 avant qu'il ne soit officialisé en 1961 par l'Assemblée parlementaire. En dépit de cette origine ad hoc, le statut d'observateur octroyé à Israël ne diffère pas de celui du Canada et du Mexique en termes de condition d'accès.

### Invité spécial de l'Assemblée parlementaire

#### Octroi du statut d'invité spécial
Le statut d'invité spécial est octroyé aux parlements des États européens non-membres ayant fait une demande d'adhésion. Elle se fait à la demande du parlement de l’État candidat.
Si la demande est accordée et le statut octroyé, le nombre de membres de la délégation parlementaire doit correspondre « au nombre probable de sièges qui seraient attribués si l’invité spécial devenait membre du Conseil de l’Europe », mais ne peut dépasser 18.

#### Droits des invités spéciaux
À l'Assemblée, lors de sessions, les membres de la délégation d'un invité spécial peuvent prendre la parole à l'invitation du président. Néanmoins, ils ne bénéficient pas du droit de vote.
De plus, les membres de la délégation peuvent participer aux commissions et sous-commissions parlementaires dans les conditions prévues à l'article 48(5) énoncées ci-dessus.

#### Suspension ou retrait du statut
À la demande de la commission des questions politiques et de la démocratie ou de 20 membres de l'Assemblée parlementaires (auquel cas, un avis de la commission des questions politiques est obligatoirement demandé par le président de l'Assemblée), une demande de suspension ou de retrait du statut d’invité spécial peut être discutée par le Bureau de l'Assemblée qui peut adopter la décision de suspension à la majorité des deux-tiers.
En cas de retrait, le parlement concerné devra soumettre une nouvelle demande visant à obtenir ce statut. Cependant, la suspension peut être levée par le Bureau selon la même majorité si les conditions ayant conduit à cette sanction ne sont plus présentes.
Le statut d'invité spécial n'a été octroyé qu'à l'Assemblée nationale de Biélorussie. Le Parlement biélorusse a obtenu ce statut le 16 septembre 1992. Toutefois, il a été suspendu le 13 janvier 1997,.

### Partenaires pour la démocratie
Les « partenaires pour la démocratie » sont au nombre de quatre :
- Jordanie[36] (26 janvier 2016)
- Kirghizistan[37] (8 avril 2014)
- Maroc[38] (21 juin 2011)
- Palestine[39] (6 octobre 2011)

Peuvent également prétendre à ce statut les membres de l'Union pour la Méditerranée, à savoir l'Algérie, l'Egypte, le Liban, la Mauritanie, la Tunisie, ainsi que les membres européens de l'Organisation pour la sécurité et la coopération en Europe que sont le Kazakhstan, la Mongolie, l'Ouzbékistan, le Tadjikistan et le Turkménistan.

### Autre délégation
Le Kosovo, ne pouvant disposer d'un statut officiel auprès de l'assemblée parlementaire puisqu'il n'est pas reconnu par la communauté internationale, est désigné comme "autre délégation",. Le Kosovo a officiellement déposé sa candidature à l'adhésion au Conseil de l'Europe le 12 mai 2022. La vice-première ministre du Kosovo, Donika Gërvalla, a soumis la candidature physiquement au siège du Conseil de l'Europe à Strasbourg.

## État candidat à l'adhésion
- Biélorussie (12 mars 1993)

D'autres pays pourraient prétendre à une adhésion future tels que le Saint Siège, le Kosovo s'il arrive à une reconnaissance de la communauté internationale, ou encore les pays centre-asiatiques, là encore si le Conseil de l'Europe pense qu'ils sont européens.

## Retrait et exclusion
Concernant le retrait des membres du Conseil de l'Europe, il suffit d'en faire connaître son intention pour que l’État soit placé hors des institutions qui composent le Conseil. En cas de viol des dispositions, le retrait vaut mieux que l'exclusion (exemples : la Grèce pendant la dictature des colonels ou la Russie pendant la Première guerre de Tchétchénie). On a un équilibre entre droit de retrait et mesure de sanctions. Dans tous les cas, les procédures vont dans le sens de l'intérêt de l’État et ménagent sa souveraineté. Il n'y a en fait quasiment pas d'exclusions car procéder à l'exclusion d'un État serait le marginaliser.
Le 25 février 2022, le Conseil de l'Europe suspend la Russie en réponse à ses actes de guerre dans la guerre russo-ukrainienne et à l'invasion de l'Ukraine entreprise la veille. Anticipant un potentiel vote d'exclusion, la Russie a annoncé son intention de quitter l'organisation le 10 mars 2022, faisant valoir l'article 7 du Statut. Ce retrait aurait donc dû prendre effet à la fin de l'année financière. Une demande officielle est déposée en ce sens le 15 mars 2022, prenant les devants de l'avis voté par l'Assemblée parlementaire du Conseil le même jour, qui tranche en faveur de l'exclusion de la Russie,[source insuffisante]. Le 16 mars 2022, le Comité des ministres a décidé d'exclure la Russie du Conseil de l'Europe avec effet immédiat, conformément à l'avis voté par l'Assemblée parlementaire du Conseil le 15 mars. Depuis le 16 septembre 2022, la Russie n'est officiellement plus partie à la Convention européenne des droits de l'homme. C'est la première fois qu'un État est exclu de l'organisation.